# Craig Barron
Craig Barron (Berkeley, 5 aprile 1961) è un effettista statunitense, specializzato nel matte painting.
È anche un regista, imprenditore e storico del cinema, ed è il cofondatore e capo della società di effetti visivi, Matte World Digital. Barron è membro del ramo degli effetti visivi dell'Academy Board of Governors.

## Biografia
Craig Barron ha lavorato su molte riprese di film importanti, fra cui la scena finale del magazzino governativo segreto nel film I predatori dell'arca perduta, la skyline di Gotham City nel film Batman - Il ritorno, l'avvicinamento al castello del Conte Dracula nel film Dracula di Bram Stoker, la Las Vegas degli anni settanta nel film Casinò, la nave soccorritrice RMS Carpathia alla fine del film Titanic, la San Francisco degli anni settanta nel film Zodiac.
Nel 2009 Barron ha vinto un premio Oscar e un premio BAFTA per la realizzazione degli effetti visivi curati dalla sua azienda, nel film Il curioso caso di Benjamin Button.
Barron è nato a Berkeley, in California nel 1961. Ha iniziato a lavorare alla Industrial Light & Magic all'età di 18 anni, allora la persona più giovane alla ILM, lavorando sulla fotografia per il matte painting per il film di George Lucas Guerre stellari - L'Impero colpisce ancora. Alla ILM Barron avrebbe continuato a lavorare nel campo del matte painting su film come I predatori dell'arca perduta e E.T. l'extra-terrestre. Dal 1984 al 1988 è stato supervisore alla fotografia presso il reparto matte della ILM.
Nel 1988, Barron co-fondò la società Matte World con l'artista del matte painting Michael Pangrazio e il produttore Krystyna Demkowicz. La società forniva realistici effetti di matte-painting ai clienti in tutto il settore dello spettacolo. Barron ribattezzò l'azienda in Matte World Digital nel 1992 per riflettere i nuovi strumenti tecnologici messi a disposizione degli artisti del matte painting. Barron e il personale della MWD hanno ricevuto premi e candidature per l'eccellenza dall'Academy of Motion Picture Arts and Sciences e dalla BAFTA. Nel 1990, Barron e alcuni membri della troupe della MWD hanno vinto un Emmy per gli effetti visivi per la produzione della HBO per il film By Dawn's Early Light.

## Riconoscimenti
L'anno si riferisce all'anno della cerimonia di premiazione.
- 1993
  - Candidatura Oscar ai migliori effetti speciali insieme a Michael L. Fink, John Bruno e Dennis Skotak per Batman - Il ritorno (Batman Returns)
  - Candidatura BAFTA ai migliori effetti speciali insieme a Michael L. Fink, John Bruno e Dennis Skotak per Batman - Il ritorno (Batman Returns)
- 1998
  - Candidatura BAFTA ai migliori effetti speciali insieme a Michael J McAlister, Brad Kuehn e Peter Chesney per The Truman Show
- 2007
  - Candidatura VES Outstanding Visual Effects in a Special Venue Project insieme a Ken Rogerson, Glenn Cotter e Chris Evans per Greece, Secrets of the Past
- 2008
  - Candidatura VES Outstanding Supporting Visual Effects in a Motion Picture insieme a Eric Barba, Janelle Croshaw e Chris Evans per Zodiac

- 2009
  - Oscar ai migliori effetti speciali insieme a Eric Barba e Edson Williams per Il curioso caso di Benjamin Button (The Curious Case of Benjamin Button)
  - BAFTA ai migliori effetti speciali insieme a Eric Barba, Nathan McGuinness e Edson Williams per Il curioso caso di Benjamin Button (The Curious Case of Benjamin Button)
  - Candidatura Saturn Award per i migliori effetti speciali insieme a Eric Barba, Steve Preeg e Burt Dalton per Il curioso caso di Benjamin Button (The Curious Case of Benjamin Button)